# Maria Gorecka
Maria Helena Gorecka de domo Mickiewicz (ur. 7 września 1835 w Paryżu, zm. 26 listopada 1922 tamże) – najstarsza z dzieci Adama Mickiewicza i jego małżonki, Celiny, siostra Władysława, tłumaczka i autorka wspomnień, działaczka filantropijna.

## Życiorys
Jesienią 1855 ukończyła kurs dla guwernantek. Nie przyjąwszy oświadczyn sekretarza Adama Mickiewicza, Armanda Levy'ego wyszła 7 listopada 1857 za malarza Tadeusza Goreckiego. Mieli czworo dzieci: Adama, Ludwika (1863-1936) lekarza, Celinę i Helenę. Adam i Celina zmarli młodo, Helena (1861-1884) wyszła za Józefa Modlińskiego z Krzywosądzu na Kujawach.
Była autorką tłumaczeń na język francuski i książki Wspomnienie o Adamie Mickiewiczu, opowiedziane najmłodszemu bratu.
Została pochowana na cmentarzu w Montmorency.